# Labdarúgás az 1964. évi nyári olimpiai játékokon
A tokiói olimpián a férfi labdarúgótornát eredetileg tizenhat nemzeti válogatott részvételével rendezték volna meg, azonban a Észak-Korea és Olaszország nemzeti tizenegye visszalépett, emiatt tizennégy csapatos csonka tornát rendeztek, melyen 266 versenyző nevezett, azonban csak 212 labdarúgó szerepelt.
Visszalépett az olasz olimpiai válogatott mert a Nemzetközi Olimpiai Bizottság (NOB) - valamelyik részt vevő ország vagy a hazai profi klubok egyike figyelmeztette a NOB-ot -, felszólította az olasz sportvezetőket, hogy vizsgálják felül egyes játékosainak profi helyzetét. A vizsgálatok okozta kellemetlenségek elkerülése miatt lépett vissza az olasz olimpiai válogatott. A FIFA felkérte az olasz selejtező csoportban második helyen végzett lengyel szövetséget, hogy "ugorjon" be az olaszok helyett, de ezt a Lengyel Labdarúgó-szövetség táviratilag lemondta.
Az első mérkőzéseket október 11-én, a döntőt pedig október 23-án játszották. Az eredetileg tizenhatos mezőnyt négy csoportba sorolták a következők szerint:
- A csoport: (Egyesült Német Csapat,[3] Irán, Mexikó, Románia)
- B csoport: (Jugoszlávia, Észak-Korea,[1] Magyarország, Marokkó)
- C csoport: (Brazília, Csehszlovákia, Egyesült Arab Köztársaság,[4] Dél-Korea)
- D csoport: (Argentína, Ghána, Japán, Olaszország[2])

Az olimpiai torna selejtező csoportjában pontegyenlőség esetén nem a gólarány, hanem a gólkülönbség dönt a csapatok között.
Ezen a labdarúgótornán sikerült a magyaroknak másodszor diadalmaskodniuk az olimpiák történetében.

## Érmesek
(Magyarország csapata eltérő háttérszínnel kiemelve.)
| Az 1964. évi nyári olimpiai játékok érmesei labdarúgásban | Az 1964. évi nyári olimpiai játékok érmesei labdarúgásban | Az 1964. évi nyári olimpiai játékok érmesei labdarúgásban | Az 1964. évi nyári olimpiai játékok érmesei labdarúgásban |
| --- | --- | --- | --------------------------------------------------------- |
| Arany | Ezüst | Bronz |                                                           |
| Magyarország (HUN) | Csehszlovákia (TCH) | Egyesült Német Csapat (EUA) |                                                           |
| Bene Ferenc Csernai Tibor Farkas János Gelei József Ihász Kálmán Katona Sándor Komora Imre Nógrádi Ferenc Novák Dezső Orbán Árpád Palotai Károly Szentmihályi Antal Szepesi Gusztáv Varga ZoltánSzövetségi kapitány: Lakat Károly Sós Károly | Jan Brumovský Ľudovít Cvetler Ján Geleta František Knebort Karel Knesl Karel Lichtnégl Ivan Mráz Vojtech Masný Štefan Matlák Karel Nepomucký Zdeněk Pičman František Schmucker Anton Švajlen Anton Urban František Valošek Josef Vojta Vladimír Weiss | Wolfgang Barthels Bernd Bauchspiess Dieter Engelhardt Otto Frässdorf Henning Frenzel Manfred Geisler Jürgen Heinsch Gerhard Körner Klaus Lisiewicz Jürgen Nöldner Herbert Pankau Peter Rock Klaus-Dieter Seehaus Hermann Stöcker Werner Unger Klaus Urbanczyk Eberhard Vogel Manfred Walter Horst Weigang |                                                           |

## Játékvezetés
A FIFA jelen lévő vezetői és a játékvezetők a tokiói Daiichi-hotelben kaptak - 1300 szoba, 1800 alkalmazott - elhelyezést. Az olimpiai labdarúgó torna lebonyolítására 28 játékvezetőt jelöltek ki. A 16 részt vevő országból 16 főt, az olimpián részt nem vevő ázsiai csoportból 4 főt jelöltek, a hazaiak 8 fővel képviselték magukat.
Az olimpiai labdarúgó torna szakszerű lebonyolításához ténylegesen 22 játékvezetőt delegáltak. Ázsiából 10 főt, köztük 7 japán játékvezetőt - 2 bírót és 5, csak partbírót -, Afrikából 4 fő, Európából 5 fő, Dél-Amerikából 2 fő, Közép-Amerikából 1 fő játékvezető érkezett. Összesen 29 találkozóra került sor, 26 mérkőzést a torna szerint, 3 találkozót vigaszágon játszottak. Legtöbbször - az újszerű taktikát, ma a modern játékvezetői taktikának nevezett eseménykövetést mutatta be - az izraeli Menáhém Askenází-t foglalkoztatták 4 vezetés + 3 partbírói feladatvégzés, őt a malajziai Gregg De Silva követte 3 vezetés + 3 segítői feladattal, az NDK-s Rudolf Glöckner 3 vezetés mellett + 1 partbírói feladatot látott el. 4 játékvezetőt 4 alkalommal foglalkoztattak partbíróként.
Az eligazítást Sir Stanley Rous, a FIFA elnöke tartotta: "Az Önök felelőssége ezúttal a szokásosnál nagyobb, súlyosabb. Itt a labdarúgás teljesen szűz területre érkezett. Százezrek a pályákon, milliók a TV készülékek előtt még soha nem látták ezt a sportot. Önök a világ minden részéről jöttek itt össze, hogy a mérkőzéseken érvényt szerezzenek a szabályoknak. Szabályaink egységesek ugyan, de az értelmezésében, alkalmazásában, a magyarázatokban lehetnek árnyalati eltérések. Az a hatalmas közönség, amelyik az elkövetkező napokban egy számára teljesen új sportággal, a labdarúgással fog megismerkedni, csak egy dologra kötelezi Önöket. Arra, hogy a pályákon ne tűrjenek meg semmilyen körülmények között huligánokat! Keveset kockáztassanak, ne erőltessék az előnyszabályt, csak egy dolog lebegjen a szemük előtt: a játéktéren csak sportembereknek van helye!.."
A FIFA figyelmeztette az olimpiára nevező és a végső döntőn részt vevő csapatok vezetőit, hogy minden csapatot kizárnak, amely sportszerűtlenül viselkedik. Nem akarják, hogy az 1962-es labdarúgó-világbajnokság - Chile–Olaszország mérkőzés - eseményei megismétlődjenek. Ha a durva játék legkisebb jele is mutatkozott, a FIFA ellenőr a szünetben már megjelent az öltözőkben, hogy a fenyegetést megismételje. Mindig sikerrel járt a küldetése. Az olimpián fordult elő először, hogy a FIFA hivatalos megfigyelőt, ellenőrt - tapasztalt, aktív pályafutását már befejezett - delegált a mérkőzésre, hogy segítse a játékvezetők munkáját, illetve ellenőrizze szakmai tevékenységüket.
Az olimpián japán labdákkal játszották a mérkőzéseket. Néhány mérkőzést a fővároson kívül rendeztek, így Jokohamában az elődöntőt, az 5–8. helyeket eldöntő mérkőzések közül kettőt Oszakában és Kiotóban játszottak.

### Játékvezetők
| Afrika - Menáhém Askenází - Mahmoud Hussein Iman - John Stanley Wontumi - Salih Mohamed Boukkili Európa - Zsolt István - Rudolf Glöckner - Aleksandar Škorić - Vaclav Korelus - Cornel Nitescu | Ázsia - Fukusima Genicsi - Jokojama Jozó - Marujama Josijuki - Aszami Tosio - Ikeda Taró - Hajakava Szumio - Szató Hirosi - Gregg De Silva - Ashgar Tehrani - Kim Dokcshon Közép-Amerika - Rafael Valenzuela Dél-Amerika - Miguel Comesaña - Eunapio De Queiroz |

## Selejtezőmérkőzések
Mivel tizenhat csapatnál jóval több nemzet szeretett volna indulni az olimpián, ezért selejtezőmérkőzésekre volt szükség. A selejtezőket kontinensenként külön szervezték. A különböző kontinensekről különböző számú nemzet vehetett részt az olimpián. A rendező Japánnak illetve a címvédő Jugoszláviának nem kellett selejtezőmérkőzéseket játszania, alanyi jogon jutottak ki az olimpiára. A selejtezőkörből továbbjutó nemzetek listáját az alábbi táblázat tartalmazza:
| Kontinens               | Induló nemzetek száma | Nemzetek |
| ----------------------- | --------------------- | --- |
| Afrika                  | 3                     | Egyesült Arab Köztársaság, Ghána, Marokkó                                                                      |
| Ázsia                   | 4                     | Dél-Korea, Észak-Korea (visszalépett), Irán, Japán (rendező nemzet)                                            |
| Dél-Amerika             | 2                     | Argentína, Brazília                                                                                            |
| Európa                  | 6                     | Csehszlovákia, Egyesült Német Csapat, Jugoszlávia (címvédő), Magyarország, Olaszország (visszalépett), Románia |
| Észak- és Közép-Amerika | 1                     | Mexikó |

## Helyszínek
A vigaszági mérkőzésekkel együtt összesen huszonkilenc mérkőzést rendeztek az olimpiai labdarúgótornán. A szokásoknak megfelelően ezeket nem csak Tokióban tartották: Japán öt városának összesen hét stadionjában játszottak mérkőzéseket.
| Város (kerület/prefektúra)     | Stadion                 | Mérkőzések száma | Távolság az olimpiai falutól (km) | Kapacitás (fő) |
| ------------------------------ | ----------------------- | ---------------- | --------------------------------- | -------------- |
| Tokió (Sindzsuku-ku)           | Olimpiai Stadion        | 3                | 4,4                               | 71 600         |
| Tokió (Minato-ku)              | Csicsibu Herceg Stadion | 5                | 4,3                               | 17 600         |
| Tokió (Szetagaja-ku)           | Komazava stadion        | 7                | 9,1                               | 20 800         |
| Ómija (Szaitama prefektúra)    | Ómija stadion           | 5                | 47,0                              | 14 400         |
| Jokohama (Kanagava prefektúra) | Micuzava stadion        | 6                | 33,3                              | 10 100         |
| Oszaka (Oszaka prefektúra)     | Nagai stadion           | 2                |                                   |                |
| Kiotó (Kiotó prefektúra)       | Nisi-Kjógoku stadion    | 1                |                                   |                |

## Válogatottak
Az olimpián részt vevő labdarúgó-válogatottak játékosainak teljes listáját lásd itt: Labdarúgó-válogatottak az 1964. évi nyári olimpiai játékokon

## Eredmények

### Csoportkör
A csoportkörben minden nemzet az összes csoportellenfelével egyszer játszott és az ezeken a mérkőzéseken elért eredménye rangsorolta azt. A csoportok első két helyezettjei jutottak tovább a negyeddöntőkbe. A győzelemért két-, a döntetlenért egy-, míg a vereségért nulla pont járt. A sorrendet elsősorban a szerzett pontok száma határozta meg, azonban pontegyenlőség esetén a jobb gólkülönbség rangsorolt. A csoportmérkőzéseket október 11. és október 16. között rendezték, és minden mérkőzést délután két órakor kezdtek (helyi idő szerint). A csoportkörben a táblázatokban eltérő háttérszínnel vannak jelölve a továbbjutó illetve a kieső csapatok az alábbiak szerint:
| Jelmagyarázat                                                                   |
| ------------------------------------------------------------------------------- |
| A csoportok első és második helyezettje bejutott az egyenes kieséses szakaszba. |
| A csoportok harmadik és negyedik helyezettje kiesett.                           |

#### A csoport
| Csapat                | M | Gy | D | V | G+ | G– | Gk | P |
| --------------------- | - | -- | - | - | -- | -- | -- | - |
| Egyesült Német Csapat | 3 | 2  | 1 | 0 | 7  | 1  | +6 | 5 |
| Románia               | 3 | 2  | 1 | 0 | 5  | 2  | +3 | 5 |
| Mexikó                | 3 | 0  | 1 | 2 | 2  | 6  | –4 | 1 |
| Irán                  | 3 | 0  | 1 | 2 | 1  | 6  | –5 | 1 |

| 1964. október 11. 14:00 |

| Egyesült Német Csapat (EUA)              | 4–0               | Irán |
| ---------------------------------------- | ----------------- | ---- |
| Bauchspiess 7' Vogel 20' 63' Frenzel 44' | (3–0) Jegyzőkönyv |      |

| Micuzava stadion, Jokohama Játékvezető: Eunapio G. De Queiroz (brazil) Asszisztensek: Mahmoud Hussein Iman (egyiptomi), John Stanley Wontumi (ghánai) |

| 1964. október 11. 14:00 |

| Románia (ROU)                            | 3–1               | Mexikó      |
| ---------------------------------------- | ----------------- | ----------- |
| Greinideanu 20' Pircalab 33' Ionescu 47' | (2–0) Jegyzőkönyv | Fragoso 72' |

| Ómija stadion, Ómija Játékvezető: Jokojama Jozó (japán) Asszisztensek: Miguel Comesaña (argentin), Aszami Tosio (japán) |

| 1964. október 13. 14:00 |

| Egyesült Német Csapat (EUA) | 1–1               | Románia       |
| --------------------------- | ----------------- | ------------- |
| Frenzel 22' Vogel 33′       | (1–1) Jegyzőkönyv | Pavlovici 27' |

| Komazava stadion, Tokió Játékvezető: Vaclav Korelus (csehszlovák) Asszisztensek: Menáhém Askenází (izraeli), Kim Dokcshon (dél-koreai) |

| 1964. október 13. 13:59 |

| Irán (IRI)   | 1–1               | Mexikó            |
| ------------ | ----------------- | ----------------- |
| Naierlou 59' | (0–0) Jegyzőkönyv | José González 54' |

| Csicsibu Herceg Stadion, Tokió Játékvezető: John Stanley Wontumi (ghánai) Asszisztensek: Jokojama Jozó (japán), Aszami Tosio (japán) |

| 1964. október 15. 14:00 |

| Egyesült Német Csapat (EUA) | 2–0               | Mexikó |
| --------------------------- | ----------------- | ------ |
| Barthels 37' Nöldner 66'    | (1–0) Jegyzőkönyv |        |

| Micuzava stadion, Jokohama Játékvezető: Gregg De Silva (maláj) Asszisztensek: Kim Dokcshon (dél-koreai), Szató Hirosi (japán) |

| 1964. október 15. 14:00 |

| Románia (ROU) | 1–0               | Irán |
| ------------- | ----------------- | ---- |
| Pavlovici 26' | (1–0) Jegyzőkönyv |      |

| Ómija stadion, Ómija Játékvezető: Miguel Comesaña (argentin) Asszisztensek: Eunapio G. De Queiroz (brazil), Ikeda Taró (japán) |

#### B csoport
| Csapat       | M            | Gy           | D            | V            | G+           | G–           | Gk           | P            |              |
| ------------ | ------------ | ------------ | ------------ | ------------ | ------------ | ------------ | ------------ | ------------ | ------------ |
| Magyarország | 2            | 2            | 0            | 0            | 12           | 5            | +7           | 4            |              |
| Jugoszlávia  | 2            | 1            | 0            | 1            | 8            | 7            | +1           | 2            |              |
| Marokkó      | 2            | 0            | 0            | 2            | 1            | 9            | –8           | 0            |              |
| Észak-Korea  | visszalépett | visszalépett | visszalépett | visszalépett | visszalépett | visszalépett | visszalépett | visszalépett | visszalépett |

(*) Azok a mérkőzések, amelyekben a Észak-Korea nemzeti tizenegye is érdekelt volt, elmaradtak.
| 1964. október 11. 14:01 |

| Magyarország (HUN)           | 6–0               | Marokkó |
| ---------------------------- | ----------------- | ------- |
| Bene 13' 38' 70' 74' 78' 87' | (2–0) Jegyzőkönyv |         |

| Olimpiai stadion, Tokió Játékvezető: Kim Dokcshon (dél-koreai) Asszisztensek: Hajakava Szumio (japán), Ikeda Taró (japán) |

| 1964. október 13. 14:00 |

| Jugoszlávia (YUG)          | 3–1               | Marokkó     |
| -------------------------- | ----------------- | ----------- |
| Samardžić 8' Belin 12' 59' | (2–1) Jegyzőkönyv | Bouachra 2' |

| Micuzava stadion, Jokohama Játékvezető: Hussein Imamu (egyiptomi) Asszisztensek: Marujama Josijuki (japán), Szató Hirosi (japán) |

Tét nélküli - mind a két csapat bejutott a nyolcas döntőbe -, változatos mérkőzés, a jelen lévő szakemberek véleménye szerint a torna legmagasabb színvonalú összecsapása volt. A csapatok nyílt sisakkal, a játék szépségének élvezetét kihasználva egyre értékesítették helyzeteiket. A gólok felváltva esetek, volt 2:2 majd 4:4-is az eredmény, végül a magyar csapat 6:5-re nyerte a torna legjobb hírverését bemutató találkozót. A győzelemmel a magyar csapat csoportelső lett és a negyeddöntőben Románia válogatottjával találkozott.
| 1964. október 15. 14:00 |

| Jugoszlávia (YUG)                     | 5–6               | Magyarország                               |
| ------------------------------------- | ----------------- | ------------------------------------------ |
| Osim 1' 82' Belin 12' 35' Zambata 31' | (4–5) Jegyzőkönyv | Csernai 5' 11' 44' 63' Farkas 18' Bene 25' |

| Komazava stadion, Tokió Játékvezető: Fukusima Genicsi (japán) Asszisztensek: Hajakava Szumio (japán), Marujama Josijuki (japán) |

#### C csoport
| Csapat                    | M | Gy | D | V | G+ | G– | Gk  | P |
| ------------------------- | - | -- | - | - | -- | -- | --- | - |
| Csehszlovákia             | 3 | 3  | 0 | 0 | 12 | 2  | +10 | 6 |
| Egyesült Arab Köztársaság | 3 | 1  | 1 | 1 | 12 | 6  | +6  | 3 |
| Brazília                  | 3 | 1  | 1 | 1 | 5  | 2  | +3  | 3 |
| Dél-Korea                 | 3 | 0  | 0 | 3 | 1  | 20 | –19 | 0 |

Afrikai illetve ázsiai futball az olimpiai tornán "kiütött" két dél-amerikai együttest, Brazíliát és Argentínát. A labdarúgás történetében még soha nem fordult elő olimpián és világbajnokságon sem, hogy dél-amerikai válogatottakat afrikaiak vagy ázsiaiak üssenek el a legjobb nyolc közé jutástól.
| 1964. október 12. 13:55 |

| Csehszlovákia (TCH)                                | 6–1               | Dél-Korea             |
| -------------------------------------------------- | ----------------- | --------------------- |
| Lichtnégl 25' Vojta 26' Mráz 32' 68' Masný 43' 71' | (4–0) Jegyzőkönyv | I Iu (Lee Yi-Woo) 59' |

| Ómija stadion, Ómija Játékvezető: Rafael Valenzuela (mexikói) Asszisztensek: Salih Mohamed Boukkili (marokkói), Aleksandar Skoric (jugoszláv) |

| 1964. október 12. 14:00 |

| Brazília (BRA) | 1–1               | Egyesült Arab Köztársaság |
| -------------- | ----------------- | ------------------------- |
| Miranda 10'    | (1–0) Jegyzőkönyv | Shahin 88'                |

| Komazava stadion, Tokió Játékvezető: Rudolf Glöckner (kelet-német) Asszisztensek: Ashgar Tehrani (iráni), Cornel Nitescu (román) |

| 1964. október 14. 13:58 |

| Csehszlovákia (TCH)                         | 5–1               | Egyesült Arab Köztársaság |
| ------------------------------------------- | ----------------- | ------------------------- |
| Vojta 5' 27' Urban 36' Mráz 83' Cvetler 84' | (3–0) Jegyzőkönyv | Reyadh 53'                |

| Csicsibu Herceg Stadion, Tokió Játékvezető: Zsolt István (magyar) Asszisztensek: Rudolf Glöckner (német), Cornel Nitescu (román) |

| 1964. október 14. 14:00 |

| Brazília (BRA)                            | 4–0               | Dél-Korea |
| ----------------------------------------- | ----------------- | --------- |
| Zé Roberto 30' Elizeu 44' 54' Miranda 73' | (2–0) Jegyzőkönyv |           |

| Micuzava stadion, Jokohama Játékvezető: Salih Mohamed Boukkill (marokkói) Asszisztensek: Rafael Valenzuela (mexikói), Gregg De Silva (maláj) |

| 1964. október 16. 13:55 |

| Csehszlovákia (TCH) | 1–0               | Brazília |
| ------------------- | ----------------- | -------- |
| Valošek 77'         | (0–0) Jegyzőkönyv |          |

| Ómija stadion, Ómija Játékvezető: Asghar Tehrani (iráni) Asszisztensek: Zsolt István (magyar), Menáhém Askenází (izraeli) |

| 1964. október 16. 13:59 |

| Egyesült Arab Köztársaság (RAU)                                                 | 10–0              | Dél-Korea |
| ------------------------------------------------------------------------------- | ----------------- | --------- |
| Reyadh 14' 17' 40' 48' 72' 77' Seddik 50' El-Fanaguili 61' Etman 66' Hassan 78' | (3–0) Jegyzőkönyv |           |

| Csicsibu Herceg Stadion, Tokió Játékvezető: Rudolf Glöckner (kelet-német) Asszisztensek: Rafael Valenzuela (mexikói), Salih Mohamed Boukkili (marokkói) |

#### D csoport
| Csapat      | M            | Gy           | D            | V            | G+           | G–           | Gk           | P            |              |
| ----------- | ------------ | ------------ | ------------ | ------------ | ------------ | ------------ | ------------ | ------------ | ------------ |
| Ghána       | 2            | 1            | 1            | 0            | 4            | 3            | +1           | 3            |              |
| Japán       | 2            | 1            | 0            | 1            | 5            | 5            | 0            | 2            |              |
| Argentína   | 2            | 0            | 1            | 1            | 3            | 4            | –1           | 1            |              |
| Olaszország | visszalépett | visszalépett | visszalépett | visszalépett | visszalépett | visszalépett | visszalépett | visszalépett | visszalépett |

(*) Azok a mérkőzések, amelyekben Olaszország nemzeti tizenegye is érdekelt volt, elmaradtak.
| 1964. október 12. 14:00 |

| Argentína (ARG) | 1–1               | Ghána      |
| --------------- | ----------------- | ---------- |
| Bulla 26'       | (1–0) Jegyzőkönyv | Acquah 80' |

| Micuzava stadion, Jokohama Játékvezető: Menáhém Askenází (izraeli) Asszisztensek: Zsolt István (magyar), Gregg De Silva (maláj) |

| 1964. október 14. 14:00 |

| Japán (JPN)                         | 3–2               | Argentína         |
| ----------------------------------- | ----------------- | ----------------- |
| Szugijama 54' Kavabucsi 81' Ogi 82' | (0–1) Jegyzőkönyv | Domínguez 24' 62' |

| Komazava stadion, Tokió Játékvezető: Aleksander Skoric (jugoszláv) Asszisztensek: Menáhém Askenází (izraeli), Ashgar Tehrani (iráni) |

| 1964. október 16. 14:00 |

| Ghána (GHA)                                  | 3–2               | Japán                     |
| -------------------------------------------- | ----------------- | ------------------------- |
| Agyemang-Gyau 27' Acquah 69' Aggrey-Fynn 80' | (1–1) Jegyzőkönyv | Szugijama 12' Jaegasi 52' |

| Komazava stadion, Tokió Játékvezető: Cornel Nitescu (román) Asszisztensek: Aleksandar Skoric (jugoszláv), Gregg De Silva (maláj) |

### Egyenes kieséses szakasz
A csoportkörből továbbjutó nyolc csapat innentől kezdve egyenes kieséses rendszerben játszott tovább a győzelemért. A továbbjutásról egy mérkőzés döntött, aki nyert, továbbjutott. A negyeddöntőkben kiesett csapatok a vigaszágra kerültek, hogy megmérkőzzenek az ötödik és a hatodik helyért.
|  |                                |                           |                           |                                |   |                           |                           |                         |                         |                         |               |       |       |
|  | Negyeddöntők                   | Negyeddöntők              | Negyeddöntők              |                                |   | Elődöntők                 | Elődöntők                 | Elődöntők               |                         |                         | Döntő         | Döntő | Döntő |
|  | Negyeddöntők                   | Negyeddöntők              | Negyeddöntők              |                                |   | Elődöntők                 | Elődöntők                 | Elődöntők               |                         |                         | Döntő         | Döntő | Döntő |
|  | Csicsibu Herceg Stadion, Tokió |                           |                           |                                |   |                           |                           |                         |                         |                         |               |       |       |
|  |                                |                           |                           |                                |   |                           |                           |                         |                         |                         |               |       |       |
|  | A1                             | Egyesült Német Csapat     | 1                         |                                |   |                           |                           |                         |                         |                         |               |       |       |
|  | A1                             | Egyesült Német Csapat     | 1                         | Csicsibu Herceg Stadion, Tokió |   |                           |                           |                         |                         |                         |               |       |       |
|  | B2                             | Jugoszlávia*              | 0                         |                                |   |                           |                           |                         |                         |                         |               |       |       |
|  | B2                             | Jugoszlávia*              | 0                         |                                |   | Egyesült Német Csapat     | Egyesült Német Csapat     | 1                       |                         |                         |               |       |       |
|  | Komazava stadion, Tokió        |                           |                           |                                |   | Egyesült Német Csapat     | Egyesült Német Csapat     | 1                       |                         |                         |               |       |       |
|  |                                |                           | Csehszlovákia             | Csehszlovákia                  | 2 |                           |                           |                         |                         |                         |               |       |       |
|  | C1                             | Csehszlovákia             | Csehszlovákia             | Csehszlovákia                  | 2 | 4                         |                           |                         |                         |                         |               |       |       |
|  | C1                             | Csehszlovákia             |                           |                                |   | 4                         | Olimpiai stadion, Tokió   |                         |                         |                         |               |       |       |
|  | D2                             | Japán*                    | 0                         |                                |   |                           |                           |                         |                         |                         |               |       |       |
|  | D2                             | Japán*                    | 0                         |                                |   | Csehszlovákia             | Csehszlovákia             | 1                       |                         |                         |               |       |       |
|  | Micuzava stadion, Jokohama     |                           |                           |                                |   | Csehszlovákia             | Csehszlovákia             | 1                       |                         |                         |               |       |       |
|  |                                |                           | Magyarország              | Magyarország                   | 2 |                           |                           |                         |                         |                         |               |       |       |
|  | B1                             | Magyarország              | Magyarország              | Magyarország                   | 2 | 2                         |                           |                         |                         |                         |               |       |       |
|  | B1                             | Magyarország              | Komazava stadion, Tokió   |                                |   | 2                         |                           |                         |                         |                         |               |       |       |
|  | A2                             | Románia*                  | 0                         |                                |   |                           |                           |                         |                         |                         |               |       |       |
|  | A2                             | Románia*                  | 0                         |                                |   | Magyarország              | Magyarország              | 6                       | Bronzmérkőzés           | Bronzmérkőzés           | Bronzmérkőzés |       |       |
|  | Ómija stadion, Ómija           |                           |                           |                                |   | Magyarország              | Magyarország              | 6                       | Bronzmérkőzés           | Bronzmérkőzés           | Bronzmérkőzés |       |       |
|  |                                |                           | Egyesült Arab Köztársaság | Egyesült Arab Köztársaság      | 0 |                           |                           | Olimpiai stadion, Tokió | Olimpiai stadion, Tokió | Olimpiai stadion, Tokió |               |       |       |
|  | D1                             | Ghána*                    | Egyesült Arab Köztársaság | Egyesült Arab Köztársaság      | 0 | 1                         |                           | Olimpiai stadion, Tokió | Olimpiai stadion, Tokió | Olimpiai stadion, Tokió |               |       |       |
|  | D1                             | Ghána*                    |                           |                                |   |                           |                           | Egyesült Német Csapat   | Egyesült Német Csapat   | 3                       |               |       |       |
|  | C2                             | Egyesült Arab Köztársaság | 5                         |                                |   |                           |                           | Egyesült Német Csapat   | Egyesült Német Csapat   | 3                       |               |       |       |
|  | C2                             | Egyesült Arab Köztársaság | 5                         |                                |   | Egyesült Arab Köztársaság | Egyesült Arab Köztársaság | 1                       |                         |                         |               |       |       |
|  |                                |                           |                           |                                |   | Egyesült Arab Köztársaság | Egyesült Arab Köztársaság | 1                       |                         |                         |               |       |       |

(*) A negyeddöntőben kiesett csapatoknak rendeztek egy vigaszági minitornát, mely a még pontszerző ötödik illetve hatodik helyről döntött.

#### Negyeddöntők
Minden negyeddöntőt október 18-án, helyi idő szerint délután két órakor kezdtek. A győztes csapatok továbbjutottak az elődöntőkbe, a vesztesek pedig a vigaszágra kerültek.
| 1964. október 18. 13:59 |

| Jugoszlávia (YUG) | 0–1               | Egyesült Német Csapat |
| ----------------- | ----------------- | --------------------- |
|                   | (0–1) Jegyzőkönyv | Frenzel 1'            |

| Csicsibu Herceg Stadion, Tokió Nézőszám: 10 000 Játékvezető: Gregg De Silva (maláj) Asszisztensek: Ashgar Tehrani (iráni), Salih Mohamed Boukkili (marokkói) |

| 1964. október 18. 14:00 |

| Románia (ROU) | 0–2               | Magyarország              |
| ------------- | ----------------- | ------------------------- |
|               | (0–1) Jegyzőkönyv | Csernai 2' 84' (11-esből) |

| Micuzava stadion, Jokohama Játékvezető: Menáhém Askenází (izraeli) Asszisztensek: Kim Dokcshon (dél-koreai), Jokojama Jozó (japán) |

| 1964. október 18. 14:00 |

| Csehszlovákia (TCH)                  | 4–0               | Japán |
| ------------------------------------ | ----------------- | ----- |
| Brumovský 43' 59' Vojta 69' Mráz 86' | (1–0) Jegyzőkönyv |       |

| Komazava stadion, Tokió Játékvezető: Eunapio G. De Queiroz (brazil) Asszisztensek: Miguel Comesaña (argentin), Mahmoud Hussein Iman (egyiptomi) |

| 1964. október 18. 14:00 |

| Egyesült Arab Köztársaság (RAU)                | 5–1               | Ghána    |
| ---------------------------------------------- | ----------------- | -------- |
| Badawi 42' 61' Reyadh 65' El-Fanaguili 69' 85' | (1–1) Jegyzőkönyv | Mfum 37' |

| Ómija stadion, Ómija Játékvezető: Rudolf Glöckner (kelet-német) Asszisztensek: Vaclav Korelus (csehszlovák), Rafael Valenzuela (mexikói) |

#### Elődöntők
A Chichibu stadionban játszott mérkőzésen a döntőbe jutás volt a tét. Az Argentin játékvezető sípjelére indult a találkozón Bene sziporkázó játékával, gólképességével már a 20. percben 2:0 volt az eredmény, erre a második félidőben még kettőt hozzá lőtt, hogy biztosított legyen az olimpiai torna gólkirályának megtisztelő címe.
Mindkét elődöntőt október 20-án, helyi idő szerint délután két órakor rendezték. A győztes csapatok bejutottak a torna döntőjébe, a vesztesek pedig megmérkőztek a bronzéremért.
| 1964. október 20. 14:00 |

| Csehszlovákia (TCH)    | 2–1               | Egyesült Német Csapat |
| ---------------------- | ----------------- | --------------------- |
| Lichtnégl 47' Mráz 89' | (0–1) Jegyzőkönyv | Nöldner 25'           |

| Komazava stadion, Tokió Nézőszám: 20 000 Játékvezető: Menáhém Askenází (izraeli) Asszisztensek: Rafael Valenzuela (mexikói), John Stanley Wontumi (ghánai) |

| 1964. október 20. 13:59 |

| Magyarország (HUN)                 | 6–0               | Egyesült Arab Köztársaság |
| ---------------------------------- | ----------------- | ------------------------- |
| Bene 7' 20' 66' 77' Komora 29' 58' | (3–0) Jegyzőkönyv |                           |

| Csicsibu Herceg Stadion, Tokió Játékvezető: Miguel Comesaña (argentin) Asszisztensek: Fukusima Genicsi (japán), Hajakava Szumio (japán) |

#### Bronzmérkőzés
A kezdési idő helyi idő szerint van megadva.
| 1964. október 23. 11:57 |

| Egyesült Német Csapat (EUA)       | 3–1               | Egyesült Arab Köztársaság |
| --------------------------------- | ----------------- | ------------------------- |
| Frenzel 17' Vogel 48' Stöcker 56' | (1–0) Jegyzőkönyv | Attia 75'                 |

| Olimpiai stadion, Tokió Nézőszám: 60 000 Játékvezető: Jokojama Jozó (japán) Asszisztensek: Fukusima Genicsi (japán), Hajakava Szumio (japán) |

#### Döntő
A kezdési idő helyi idő szerint van megadva.
| 1964. október 23. 14:27 |

| Magyarország (HUN)  | 2–1               | Csehszlovákia |
| ------------------- | ----------------- | ------------- |
| Farkas 47' Bene 59' | (0–0) Jegyzőkönyv | Brumovský 80' |

| Olimpiai stadion, Tokió Játékvezető: Menáhém Askenází (izraeli) Asszisztensek: Miguel Comesaña (argentin), John Stanley Wontumi (ghánai) |

| Az 1964. évi nyári olimpiai játékok férfi labdarúgótornájának olimpiai bajnoka |
| · MAGYARORSZÁG · 2. cím                                                        |
| ------------------------------------------------------------------------------ |

### Helyosztók
Az 5–8. helyért játszott az a négy csapat, amelyik kiesett a negyeddöntők során. Ezt a minitornát azért rendezték, hogy a még pontszerző ötödik és hatodik hely sorsát eldöntsék. A négy vesztes csapatot párba sorsolták, a párok játszottak egy mérkőzést, a győztes csapatok pedig megmérkőztek az ötödik helyért.
|  |                     |                 |                 |                     |   |               |               |               |
|  | Az 5–8. helyért     | Az 5–8. helyért | Az 5–8. helyért |                     |   | Az 5. helyért | Az 5. helyért | Az 5. helyért |
|  | Az 5–8. helyért     | Az 5–8. helyért | Az 5–8. helyért |                     |   | Az 5. helyért | Az 5. helyért | Az 5. helyért |
|  | október 20., Oszaka |                 |                 |                     |   |               |               |               |
|  |                     |                 |                 |                     |   |               |               |               |
|  | Jugoszlávia         | Jugoszlávia     | 6               |                     |   |               |               |               |
|  | Jugoszlávia         | Jugoszlávia     | 6               | október 22., Oszaka |   |               |               |               |
|  | Japán               | Japán           | 1               |                     |   |               |               |               |
|  | Japán               | Japán           | 1               |                     |   | Jugoszlávia   | Jugoszlávia   | 0             |
|  | október 20., Kiotó  |                 |                 |                     |   | Jugoszlávia   | Jugoszlávia   | 0             |
|  |                     |                 | Románia         | Románia             | 3 |               |               |               |
|  | Románia             | Románia         | Románia         | Románia             | 3 | 4             |               |               |
|  | Románia             | Románia         |                 |                     |   |               |               |               |
|  | Ghána               | Ghána           | 2               |                     |   |               |               |               |
|  | Ghána               | Ghána           | 2               |                     |   |               |               |               |
|  |                     |                 |                 |                     |   |               |               |               |

#### Az 5–8. helyért
Mindkét elődöntőt október 20-án rendezték. A győztes csapatok bejutottak a minitorna döntőjébe.
| 1964. október 20. |

| Japán (JPN)  | 1–6               | Jugoszlávia                        |
| ------------ | ----------------- | ---------------------------------- |
| Kamamoto 61' | (0–4) Jegyzőkönyv | Zambata 3' 5' 43' 63' Osim 28' 60' |

| Nagai stadion, Oszaka Nézőszám: 20 000 Játékvezető: Hussein Imamu (egyiptomi) Asszisztensek: Eunapio De Queiroz (brazil), Zsolt István (magyar) |

| 1964. október 20. |

| Románia (ROU)                         | 4–2               | Ghána               |
| ------------------------------------- | ----------------- | ------------------- |
| Pavlovici 12' 19' 74' Creiniceanu 41' | (3–2) Jegyzőkönyv | Aggrey-Fynn 25' 44' |

| Nisi-Kjógoku stadion, Kiotó Játékvezető: Gregg De Silva (maláj) Asszisztensek: Kim Dokcshon (dél-koreai), Ikeda Taró (japán) |

#### Az 5. helyért
| 1964. október 22. |

| Jugoszlávia (YUG) | 0–3               | Románia                                   |
| ----------------- | ----------------- | ----------------------------------------- |
|                   | (0–0) Jegyzőkönyv | Pavlovici 50' Pârcălab 72' Constantin 78' |

| Nagai stadion, Oszaka Nézőszám: 10 000 Játékvezető: Zsolt István (magyar) Asszisztensek: Eunapio De Queiroz (brazil), Ikeda Taró (japán) |

### Végeredmény
Kizárólag az első hat helyezett sorrendje számít hivatalosnak, ugyanis csak ezekért a pozíciókért játszottak helyosztókat. A további sorrend meghatározásához az alábbiak lettek figyelembe véve:
- hanyadik körig jutott az adott csapat (negyeddöntő (vigaszág), selejtezőcsoportok)
- az adott körben a vele együtt kieső csapatokkal összevetve sorrendben a több pont, majd a jobb gólátlag rangsorolt (a pont és a gólátlag számítását lásd a táblázat alatt)

| Helyezés | Nemzet                          | M            | Gy           | D            | V            | G+           | G–           | Gk           | P            |              |
| -------- | ------------------------------- | ------------ | ------------ | ------------ | ------------ | ------------ | ------------ | ------------ | ------------ | ------------ |
| Arany    | Magyarország (HUN)              | 5            | 5            | 0            | 0            | 22           | 6            | +16          | 10           |              |
| Ezüst    | Csehszlovákia (TCH)             | 6            | 5            | 0            | 1            | 19           | 5            | +14          | 10           |              |
| Bronz    | Egyesült Német Csapat (EUA)     | 6            | 4            | 1            | 1            | 12           | 4            | +8           | 9            |              |
| 4.       | Egyesült Arab Köztársaság (RAU) | 6            | 2            | 1            | 3            | 18           | 16           | +2           | 5            |              |
| 5.       | Románia (ROU)                   | 6            | 4            | 1            | 1            | 12           | 6            | +6           | 9            |              |
| 6.       | Jugoszlávia (YUG)               | 5            | 2            | 0            | 3            | 14           | 12           | +2           | 4            |              |
| 7.       | Ghána (GHA)                     | 4            | 1            | 1            | 2            | 7            | 12           | -5           | 3            |              |
| 8.       | Japán (JPN)                     | 4            | 1            | 0            | 3            | 6            | 15           | -9           | 2            |              |
| 9.       | Brazília (BRA)                  | 3            | 1            | 1            | 1            | 5            | 2            | +3           | 3            |              |
| 10.      | Argentína (ARG)                 | 2            | 0            | 1            | 1            | 3            | 4            | -1           | 1            |              |
| 11.      | Mexikó (MEX)                    | 3            | 0            | 1            | 2            | 2            | 6            | -4           | 1            |              |
| 12.      | Irán (IRI)                      | 3            | 0            | 1            | 2            | 1            | 6            | -5           | 1            |              |
| 13.      | Marokkó (MAR)                   | 2            | 0            | 0            | 2            | 1            | 9            | -8           | 0            |              |
| 14.      | Dél-Korea (KOR)                 | 3            | 0            | 0            | 3            | 1            | 20           | -19          | 0            |              |
| –        | Észak-Korea (PRK)               | visszalépett | visszalépett | visszalépett | visszalépett | visszalépett | visszalépett | visszalépett | visszalépett | visszalépett |
| –        | Olaszország (ITA)               | visszalépett | visszalépett | visszalépett | visszalépett | visszalépett | visszalépett | visszalépett | visszalépett | visszalépett |

### Góllövőlista
A tornán összesen százhuszonhárom gól született, ami a huszonkilenc mérkőzésre leosztva 4,24-es gólátlagot jelent.

A legtöbb gólt Magyarország nemzeti válogatottja lőtte, szám szerint huszonkettőt. Ezeken összesen négy játékos osztozott.
Érdekességek:
- a tizennégy résztvevő közül minden csapatnak sikerült legalább egy gólt szereznie
- a magyarok között mindenki, aki gólt szerzett, legalább kétszer betalált
- a tornán nem volt öngól.

A góllövőlista élén a magyar Bene Ferenc végzett tizenkét góllal. Őt nyolc góllal követte az egyiptomi Moustafa Reyadh. A képzeletbeli dobogó harmadik fokán holtversenyben végzett a szintén magyar Csernai Tibor és a román Cornel Pavlovici.
| Gólok száma | Nemzet                    | Név (nevek)                                                                          |
| ----------- | ------------------------- | ------------------------------------------------------------------------------------ |
| 12          | Magyarország              | Bene Ferenc                                                                          |
| 8           | Egyesült Arab Köztársaság | Moustafa Reyadh                                                                      |
| 6           | Magyarország              | Csernai Tibor                                                                        |
| 6           | Románia                   | Cornel Pavlovici                                                                     |
| 5           | Csehszlovákia             | Ivan Mráz                                                                            |
| 5           | Jugoszlávia               | Slaven Zambata                                                                       |
| 4           | Csehszlovákia             | Josef Vojta                                                                          |
| 4           | Egyesült Német Csapat     | Henning Frenzel                                                                      |
| 4           | Jugoszlávia               | Ivica Osim, Rudolf Belin                                                             |
| 3           | Csehszlovákia             | Jan Brumovský                                                                        |
| 3           | Egyesült Arab Köztársaság | Rifaat El-Fanaguili                                                                  |
| 3           | Egyesült Német Csapat     | Eberhard Vogel                                                                       |
| 3           | Ghána                     | Edward Aggrey-Fynn                                                                   |
| 2           | Argentína                 | Juan Carlos Dominguez                                                                |
| 2           | Brazília                  | E. A. Vinagre De Godoy                                                               |
| 2           | Csehszlovákia             | Karel Lichtnégl, Vojtěch Masný                                                       |
| 2           | Egyesült Arab Köztársaság | Badawi Abdel Fattah                                                                  |
| 2           | Egyesült Német Csapat     | Jürgen Noldner                                                                       |
| 2           | Japán                     | Ryuichi Sugiyama                                                                     |
| 2           | Magyarország              | Farkas János, Komora Imre                                                            |
| 2           | Románia                   | Ion Pîrcălab                                                                         |
| 1           | Argentína                 | Carlos Alberto Bulla                                                                 |
| 1           | Brazília                  | Jose Roberto Marques, Roberto Loper Miranda, Roberto Lopes Miranda                   |
| 1           | Csehszlovákia             | Anton Urban, František Valošek, Ľudovít Cvetler                                      |
| 1           | Egyesült Arab Köztársaság | Ali Kamal Etman, Khalil Mohamed Shahin, Mahmoud Hassan, Raafat Attia, Mohamed Seddik |
| 1           | Egyesült Német Csapat     | Bernd Bauchspiess, Hermann Stocker, Wolfgang Barthels                                |
| 1           | Ghána                     | Edward Acquah, Joseph Agyemang-Gyau, Sam Acquah, Willie Mfum                         |
| 1           | Irán                      | Karam-Ali Nirlou                                                                     |
| 1           | Japán                     | Ogi Aritacu, Kamamoto Kunisige, Kavabucsi Szaburó, Jaegasi Sigeo                     |
| 1           | Jugoszlávia               | Spasoje Samardžić                                                                    |
| 1           | Dél-Korea                 | I Iu (Lee Yi-u)                                                                      |
| 1           | Marokkó                   | Ali Bouachra                                                                         |
| 1           | Mexikó                    | Javier Fragoso Rodriguez, Jose L. Gonzalez Davila                                    |
| 1           | Románia                   | Carol Creiniceanu, Carol Greinideanu, Gheorghe Constantin, Ion Ionescu               |